# تپه گون چکن کوچک
تپه گون چکن کوچک مربوط به هزاره دوم و ۳ قبل از میلاد است و در شهرستان مشگین‌شهر، بخش مرکزی، دهستان دشت، روستای میرکندی واقع شده و این اثر در تاریخ ۲۸ اسفند ۱۳۸۵ با شمارهٔ ثبت ۱۹۰۰۳ به‌عنوان یکی از آثار ملی ایران به ثبت رسیده است.